# Duitse cinema

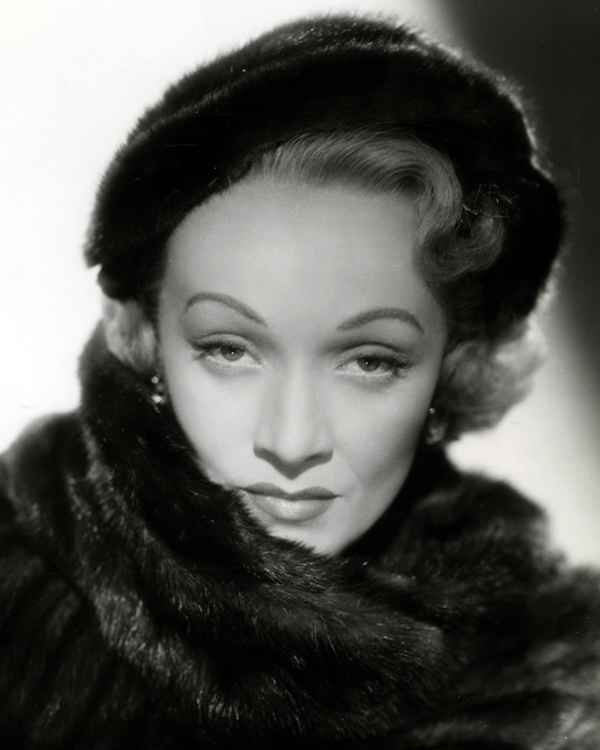
Marlene Dietrich

De Duitse cinema bestaat al zo lang als het medium film bestaat, al sinds het einde van de 19e eeuw. In 1895 gaven de broers Max en Emil Skladanowsky hun eerste voorstelling met de door hen ontwikkelde filmprojector genaamd Bioskop, waarbij voor het eerst een filmvoorstelling werd gegeven met een betalend publiek. Daarmee was de bioscoop geboren.

## 1918-1933
De jaren na de Eerste Wereldoorlog vormden de hoogtijdagen van de Duitse cinema. De stomme films uit deze periode waren meestal expressionistische films, zoals Das Cabinet des Dr. Caligari (1920), Nosferatu, eine Symphonie des Grauens (1921) en Metropolis (1927). Ook deed het genre Bergfilm zijn intrede waarin te zien was hoe de hoofdpersonen zich moesten redden in de harde natuur van de bergen.
Halverwege de jaren 20 deed de nieuwe zakelijkheid zijn intrede in de filmwereld. Hierbij werden seksualiteit, schandalen en mensen die ten onder gingen op het witte doek gebracht. Zoals in Die Büchse der Pandora (1929) en Der blaue Engel (1930). Deze laatste was ook de eerste Duitse film met geluid en werd zowel in het Duits als in het Engels opgenomen. De film maakte van Marlene Dietrich direct een internationale ster.
Naast bovenstaande serieuze films werden er vanaf ongeveer 1915 honderden films in het lichte genre opgenomen. De Duitse filmindustrie was de enige serieuze concurrent van Hollywood en kende met Lilian Harvey, Zarah Leander, Brigitte Helm, Lil Dagover, Conrad Veidt, Emil Jannings, Heinz Rühmann en Hans Albers zijn eigen filmsterren. Duitse tegenhangers van de musical waren de operetteverfilmingen met grote sterren als Jan Kiepura en Richard Tauber. De honderden romantische komedies hadden hun eigen schlagers, die ook op 78 toerenplaten werden uitgebracht. Met Lien Deyers, Truus van Aalten en iets later Johannes Heesters leverde Nederland enkele belangrijke steracteurs.

## 1933-1945
Na de machtovername door Adolf Hitler in 1933 werd de Duitse filmindustrie in toenemende mate ingezet voor het maken van propagandafilms zoals Triumph des Willens (1935) en Olympia (1936), beide door Leni Riefenstahl. Ook werd het leger verheerlijkt in films als Stuka en DIII-88 en waren er ronduit antisemitische films als Der ewige Jude uit 1940. Daarnaast ging het vervaardigen van amusement gewoon door met operettes met Johan Heesters en dansfilms met nazi-icoon Marika Rökk. Ook werd er steeds meer censuur opgelegd. De rassenwetten van 1935 waren voor veel filmproducenten, regisseurs en acteurs (die vaak van Joodse afkomst waren) een reden om uit te wijken naar het buitenland. Vooral naar de Verenigde Staten, waardoor de Amerikaanse cinema een grote stimulans kreeg. In Duitsland kwamen veel films van deze exiles op de zwarte lijst.

## 1945-1990
Na de Tweede Wereldoorlog werd Duitsland gesplitst in Oost- en West-Duitsland waarmee ook twee verschillende filmindustrieën ontstonden. De Oost-Duitse filmindustrie kwam snel van de grond met hulp van de Sovjet-Unie omdat zij hierin een bruikbaar propagandamiddel zagen. De West-Duitse filmindustrie moest concurreren met de Amerikaanse films en had te maken met lage budgetten.
In 1951 werd het eerste Internationaal filmfestival van Berlijn gehouden. Op dit festival wordt elk jaar de Gouden Beer voor de beste film toegekend en een aantal Zilveren beren in verschillende categorieën. In de jaren 60 kwam een nieuwe stroming op gang, de Neue Deutsche Film die bevolkt werd door jonge regisseurs die met kleine budgetten werkten en die zich lieten inspireren door de Franse Nouvelle vague.

## 1990-2015
In de jaren tachtig en begin jaren negentig werden vooral amusementsfilms geproduceerd. Dat had mede te maken met een reorganisatie van het filmsubsidiestelsel. Na de Duitse eenwording werden er geleidelijk aan weer meer inhoudelijke, persoonlijke films gemaakt. Na de eeuwwisseling maakte de Duitse fimindustrie een bloei door. De nieuwe filmsubsidiewet uit 1999 maakte dat er meer geld beschikbaar kwam voor Duitse films. Een nieuw genre ontstond: films over het leven in de DDR zoals Good Bye, Lenin! en Das Leben der Anderen. Ook is er een aantal succesvolle films verschenen over en door immigranten,  zoals Gegen die Wand (2004) van Fatih Akın.